# Persone di cognome Freeman
| Questa pagina contiene informazioni ricavate automaticamente dalle voci biografiche con l'ausilio del template Bio e di un bot. L'aggiornamento è periodico e automatico e ricostruisce completamente la pagina. Se manca una persona in questa lista, sei pregato di non aggiungerla, ma accertati piuttosto che la sua voce biografica contenga il template Bio e che i dati anagrafici siano correttamente compilati. Se il template Bio manca, inseriscilo tu stesso o, in alternativa, metti l'avviso {{tmp\|Bio}} che ne segnala la mancanza. Se i dati riportati sono sbagliati, correggi direttamente la voce biografica; le modifiche saranno visibili in questa lista entro pochi giorni. Per chiarimenti vedi il progetto antroponimi. La lista contiene solo le 82 persone che sono citate nell'enciclopedia e per le quali è stato implementato correttamente il template Bio. Pagina aggiornata al 23 lug 2025. |

Questa è una lista di persone presenti nell'enciclopedia che hanno il cognome Freeman, suddivise per attività principale.

## Allenatori di calcio(1)
- Ray Freeman, allenatore di calcio e calciatore inglese (Sawston, n. 1944 - † 2019)

## Architetti(1)
- Richard Knill Freeman, architetto inglese (Londra, n. 1840 - † 1904)

## Astronauti(1)
- Theodore Freeman, astronauta statunitense (Haverford, n. 1930 - Houston, † 1964)

## Atlete paralimpiche(1)
- Tracey Freeman, atleta paralimpica australiana (n. 1948 - Gladstone, † 2023)

## Attiviste(1)
- Elisabeth Freeman, attivista statunitense (Hatfield, n. 1876 - Pasadena, † 1942)

## Attori(9)
- Al Freeman Jr., attore, sceneggiatore e regista statunitense (San Antonio, n. 1934 - Washington, † 2012)
- Heath Freeman, attore statunitense (New York, n. 1980 - Los Angeles, † 2021)
- Howard Freeman, attore statunitense (Helena, n. 1899 - New York, † 1967)
- J.E. Freeman, attore e poeta statunitense (Brooklyn, New York, n. 1946 - San Francisco, † 2014)
- Jonathan Freeman, attore, doppiatore e cantante statunitense (Cleveland, n. 1950)
- K. Todd Freeman, attore statunitense (Houston, n. 1965)
- Martin Freeman, attore britannico (Aldershot, n. 1971)
- Morgan Freeman, attore e produttore cinematografico statunitense (Memphis, n. 1937)
- Paul Freeman, attore britannico (Barnet, n. 1943)

## Attori teatrali(1)
- Ethan Freeman, attore teatrale e baritono statunitense (Mount Vernon, n. 1959)

## Attrici(7)
- Cassidy Freeman, attrice e cantante statunitense (Chicago, n. 1982)
- Helen Freeman, attrice statunitense (Saint Louis, n. 1886 - Los Angeles, † 1960)
- Jennifer Freeman, attrice statunitense (Los Angeles, n. 1985)
- Kathleen Freeman, attrice statunitense (Chicago, n. 1919 - New York, † 2001)
- Mona Freeman, attrice statunitense (Baltimora, n. 1926 - Beverly Hills, † 2014)
- Sarah Freeman, attrice e doppiatrice statunitense (Los Angeles, n. 1986)
- Yvette Freeman, attrice statunitense (Wilmington, n. 1957)

## Aviatori(1)
- Wilfrid Freeman, aviatore e militare britannico (Londra, n. 1888 - † 1953)

## Bassisti(1)
- Matt Freeman, bassista statunitense (Albany, n. 1966)

## Calciatori(7)
- Alex Freeman, calciatore statunitense (Baltimora, n. 2004)
- Bert Freeman, calciatore inglese (Handsworth, n. 1885 - † 1955)
- Hunter Freeman, ex calciatore statunitense (Tyler, n. 1985)
- Keithroy Freeman, calciatore nevisiano (Parrocchia di Saint Paul Capisterre, n. 1993)
- Kieran Freeman, calciatore scozzese (Aberdeen, n. 2000)
- Kieron Freeman, calciatore gallese (Nottingham, n. 1992)
- Luke Freeman, calciatore inglese (Dartford, n. 1992)

## Cantanti(2)
- Bobby Freeman, cantante, cantautore e produttore discografico statunitense (San Francisco, n. 1940 - San Francisco, † 2017)
- Tracy Spencer, cantante, attrice e ex modella britannica (Londra, n. 1962)

## Cardinali(1)
- James Darcy Freeman, cardinale e arcivescovo cattolico australiano (Sydney, n. 1907 - Sydney, † 1991)

## Cestiste(1)
- Lauretta Freeman, ex cestista statunitense (n. 1971)

## Cestisti(11)
- Donnie Freeman, ex cestista statunitense (Madison, n. 1944)
- Reggie Freeman, ex cestista statunitense (New York, n. 1975)
- Rod Freeman, ex cestista statunitense (n. 1950)
- Allerik Freeman, cestista statunitense (Norfolk, n. 1994)
- Brandon Freeman, ex cestista statunitense (Greenwood, n. 1983)
- Deshawn Freeman, cestista statunitense (Rocky Mount, n. 1994)
- Enrique Freeman, cestista statunitense (Cleveland, n. 2000)
- Gary Freeman, ex cestista statunitense (Boise, n. 1948)
- Kevin Freeman, ex cestista statunitense (Springfield, n. 1978)
- Lennard Freeman, cestista statunitense (Washington, n. 1995)
- Rashaun Freeman, ex cestista statunitense (Schenectady, n. 1984)

## Chitarristi(1)
- Andrew Freeman, chitarrista statunitense (Los Angeles)

## Dirigenti d'azienda(1)
- Y. Frank Freeman, dirigente d'azienda statunitense (Greenville, n. 1890 - Los Angeles, † 1969)

## Doppiatrici(1)
- Lizzie Freeman, doppiatrice statunitense (n. 1992)

## Economisti(1)
- Christopher Freeman, economista inglese (n. 1921 - † 2010)

## Filosofi(1)
- Robert Edward Freeman, filosofo e insegnante statunitense (Columbus, n. 1951)

## Fondisti(1)
- Kris Freeman, ex fondista statunitense (Concord, n. 1980)

## Fotografi(2)
- Michael Freeman, fotografo e giornalista britannico (n. 1945)
- Robert Freeman, fotografo e grafico britannico (Londra, n. 1936 - Londra, † 2019)

## Giocatori di baseball(1)
- Freddie Freeman, giocatore di baseball statunitense (Fountain Valley, n. 1989)

## Giocatori di football americano(4)
- Antonio Freeman, ex giocatore di football americano statunitense (Baltimora, n. 1972)
- Devonta Freeman, giocatore di football americano statunitense (Baxley, n. 1992)
- Jerrell Freeman, giocatore di football americano statunitense (Waco, n. 1986)
- Josh Freeman, ex giocatore di football americano statunitense (Kansas City, n. 1988)

## Giornalisti(1)
- Peter Freeman, giornalista e autore televisivo italiano (Città del Messico, n. 1958)

## Marciatori(2)
- Eversleigh Freeman, marciatore canadese (Half Way Tree, n. 1893 - Brighton, † 1973)
- Noel Freeman, ex marciatore australiano (Preston, n. 1938)

## Nuotatrici(1)
- Mavis Freeman, nuotatrice statunitense (Brooklyn, n. 1918 - † 1988)

## Ostacoliste(1)
- Michelle Freeman, ex ostacolista e velocista giamaicana (St. Catherine, n. 1969)

## Pallavoliste(1)
- Sareea Freeman, pallavolista, allenatrice di pallavolo e dirigente sportivo statunitense (San Jose, n. 1991)

## Pianisti(1)
- Russ Freeman, pianista statunitense (Chicago, n. 1926 - Las Vegas, † 2002)

## Politici(1)
- Orville Freeman, politico e militare statunitense (Minneapolis, n. 1918 - Minneapolis, † 2003)

## Rapper(1)
- Bun B, rapper statunitense (New Orleans, n. 1973)

## Registi(1)
- Morgan J. Freeman, regista statunitense (Long Beach, n. 1969)

## Sassofonisti(2)
- Bud Freeman, sassofonista, compositore e direttore d'orchestra statunitense (Chicago, n. 1906 - Chicago, † 1991)
- Chico Freeman, sassofonista statunitense (Chicago, n. 1949)

## Sciatrici alpine(1)
- Sarah Freeman, ex sciatrice alpina canadese (n. 1992)

## Scrittori(2)
- Brian Freeman, scrittore statunitense (Chicago, n. 1963)
- Richard Austin Freeman, scrittore e medico britannico (Londra, n. 1862 - Gravesend, † 1943)

## Scrittrici(1)
- Gillian Freeman, scrittrice e insegnante inglese (Londra, n. 1929 - Londra, † 2019)

## Storici(2)
- Charles Freeman, storico e scrittore britannico (n. 1947)
- Edward Augustus Freeman, storico inglese (Staffordshire, n. 1823 - Alicante, † 1892)

## Tennisti(1)
- Marcel Freeman, ex tennista statunitense (Port Washington, n. 1960)

## Velociste(2)
- Cathy Freeman, ex velocista australiana (Mackay, n. 1973)
- Octavious Freeman, velocista statunitense (Lake Wales, n. 1992)

## Vescovi cattolici(1)
- Séamus Freeman, vescovo cattolico irlandese (Mullinahone, n. 1944 - Dublino, † 2022)

## Wrestler(1)
- Teon Freeman, wrestler statunitense (Jersey City, n. 1989)